# Nova Dîkanka, Reșetîlivka
Nova Dîkanka (în ucraineană Нова Диканька) este un sat în comuna Demîdivka din raionul Reșetîlivka, regiunea Poltava, Ucraina.

## Demografie
Componența lingvistică a localității Nova Dîkanka
     Ucraineană (92,59%)
     Rusă (7,41%)
Conform recensământului din 2001, majoritatea populației localității Nova Dîkanka era vorbitoare de ucraineană (92,59%), existând în minoritate și vorbitori de rusă (7,41%).